# Tunel Višňové
Tunel Višňové je dálniční dvoutubusový tunel ve výstavbě s délkou 7520 metrů, který se nachází na dálnici D1 na úseku Lietavská Lúčka – Dubná Skala a po dostavbě se stane nejdelším provozovaným tunelem na Slovensku.
V případě realizace výstavby plánovaného dálničního tunelu Karpaty na dálnici D4 by byl druhým nejdelším dálničním tunelem na Slovensku.

## Historie
Průzkumnou štolu tunelu začali oficiálně razit v ose jižního tunelového tubusu v květnu 1998 po poklepání základního kamene stavby za účasti tehdejšího předsedy vlády Vladimíra Mečiara. Štola Alžběta byla ražena společností Doprastav od obou portálů současně. Ze strany západního portálu ve směru od obce Višňové se razilo klasickou metodou NRTM (nová rakouská tunelovací metoda). V délce 573 metrů se razilo dovrchně se sklonem 0,50 %, dále úpadně se sklonem 2,27 % v délce 2545 metrů. Od východního (vrúteckého) portálu se ražení uskutečňovalo pomocí tunelovacího plnoprofilového razícího stroje TBM s průměrem frézové hlavy 3,5 m. Tento úsek se razil od portálu Dubná Skala dovrchně se sklonem 2,27 % v délce 4362 metrů.
Při ražení se objevilo nečekané množství geologických poruch, nejvážnějším problémem byl velký přítok vody. V únoru roku 2001 dělníci prorazili z vrútecké strany 2970 metrů, od Višňového se dostali do vzdálenosti 1970 metrů. Dne 24. srpna 2002 byla nakonec štola definitivně proražena. Následně byla výstavba obou tubusů tunelu odložena na rok 2003, později na rok 2007. Dne 16. října 2009 byl za účasti tehdejšího předsedy vlády Roberta Fica slavnostně poklepán základní kámen stavby u východního portálu, čímž se oficiálně rozjela výstavba tunelu. Tunel měl být součástí takzvaného prvního balíku PPP-projektů, který se však nakonec nerealizoval.
Po změně vlády v roce 2010 byla výstavba dálnic přes PPP-projekty novým ministrem dopravy Jánem Figeľem zrušena a celý úsek dálnice bylo nutné soutěžit nanovo. Hrazený měl být již z eurofondů a státního rozpočtu. Koncem roku 2011 byla vypsána soutěž na zhotovitele metodou tzv. žluté knihy FIDIC (Naprojektuj a stavěj). Obálky s nabídkami uchazečů se otevíraly 26. června 2012. Nabídka konsorcia firem Skanska a Strabag postavit celý úsek dálnice s tunelem za 338 milionů € se ukázala být překvapivě nízká, protože to představovalo pouze 37,7 % z původně odhadovaných nákladů 896,53 mil. €. Následně kvůli průtahům mezi zúčastněnými společnostmi ve veřejných zakázkách nabral celý proces výběru zhotovitele skluz a ukončen byl až koncem první poloviny roku 2014.

## Výstavba
Smlouva na výstavbu byla slavnostně podepsána 11. června 2014, samotná výstavba oficiálně začala 17. června 2014 poklepáním základního kamene stavby v centru města Žilina.
S ražením tohoto nejdelšího slovenského tunelu se oficiálně a slavnostně začalo 9. června 2015 starou hornickou tradicí, a to osazením sošky sv. Barbory, patronky horníků, za účasti zástupců Ministerstva dopravy, výstavby a regionálního rozvoje, Národní dálniční společnosti, zhotovitele a dalších hostů.
Zhotovitelem je sdružení podnikatelů Salinas Impregilo S.p.A. a Dúha, a.s., které celý dálniční úsek s tunelem staví za částku 409 milionů €. V srpnu a v září 2018 byly proraženy oba tubusy, podle harmonogramu prací z března 2019 měl být tunel otevřen v roce 2023.
V březnu 2019 byla podepsána dohoda o ukončení smlouvy s konsorciem Salinas – Dúha.
Národní dálniční společnost však nedodržela vlastní termín a nevyhlásila výběrové řízení na nového dodavatele v srpnu 2019, ale až 31. ledna 2020. V lednu 2020 byla vyhlášena první fáze nové soutěže na dostavbu dálničního úseku Lietavská Lúčka – Dubná Skala. Zájem projevili celkem čtyři uchazeči: Metrostav, konsorcium firem Strabag, Doprastav, Váhostav a TuCon, Skanska a konsorcium firem Ferrovial-Agromán a Budimex. Dne 18. srpna 2020 Národní dopravní společnost oznámila, že vyzvala první tři jmenované uchazeče k účasti v soutěžním dialogu; vyloučený uchazeč, konsorcium společností Ferrovial-Agromán a Budimex, proti vyloučení nevznesl námitky. Proces výběru zhotovitele pro dokončení úseku byl odložen na začátek roku 2021.
Na začátku února 2021 oznámil ministr dopravy a výstavby Slovenské republiky Andrej Doležal nového vítěze výběrového řízení na dostavbu tunelu, kterým se stala společnost Skanska. Společnost předložila před sedmi lety ve výběrovém řízení cenově nejvýhodnější nabídku na stavbu tunelu, ale nebyla přijata. Tentokrát se zavázala dokončit tunel spolu se zbývající rozestavěnou částí úseku po svých neúspěšných předchůdcích za částku 255 milionů eur. Krátce poté byla podepsána smlouva a zhotovitel převzal staveniště.
Tunel měl být předán motoristické veřejnosti v plném profilu ke konečnému užívání na konci roku 2023, avšak při diagnostických měřeních provedených koncem roku 2021 byly zjištěny závažné nedostatky v dříve provedeném díle (popraskané drenážní potrubí, trhliny v ostění a další). Na jaře 2024 bylo zprovoznění tunelu odhadováno v průběhu roku 2025.
Dne 19. listopadu 2024 byla zahájena pokládka dvouvrstvého cementobetonového povrchu vozovky. V červenci 2025 byla dokončena pokládka vozovky v obou tubusech.